# Union Sportive de la Jeanne d’Arc de Carquefou
Union Sportive de la Jeanne d’Arc de Carquefou, ou apenas USJA Carquefou, é um clube de futebol francês. Sua sede fica na cidade de Carquefou, na região do Loire-Atlantique.

## História
A equipe foi fundada em 1942, sendo que já existia desde a década de 1920 como Jeanne d'Arc de Carquefou. Uma fusão com o Union Sportive de Carquefou fez com que o time ganhasse sua atual nomenclatura.
Atualmente disputa o CFA, no Grupo D.

## Zebra na Copa da França
Em 2008, o USJA Carquefou protagonizou uma das maiores surpresas da história da Copa da França ao derrotar o tradicional Olympique de Marseille em seu estádio, o Stade du Moulin-Boisseau.

## Jogadores conhecidos
| - Thomas Durand - Jérôme Hecker - Jean-Philippe Hersant - Franck Laurent - Baptiste Lafleuriel - Marc Le Louarn - Thibault Marchal | - Marius Anita - Nordine Merzougui - Bagdad Sehla - Idrissa N'Doye - Sylvain Komenan N'Guessan |

## Títulos
- CFA 2 (Grupo G) : 2004
- DH Atlantique : 1994